# Achteruitkijkspiegel

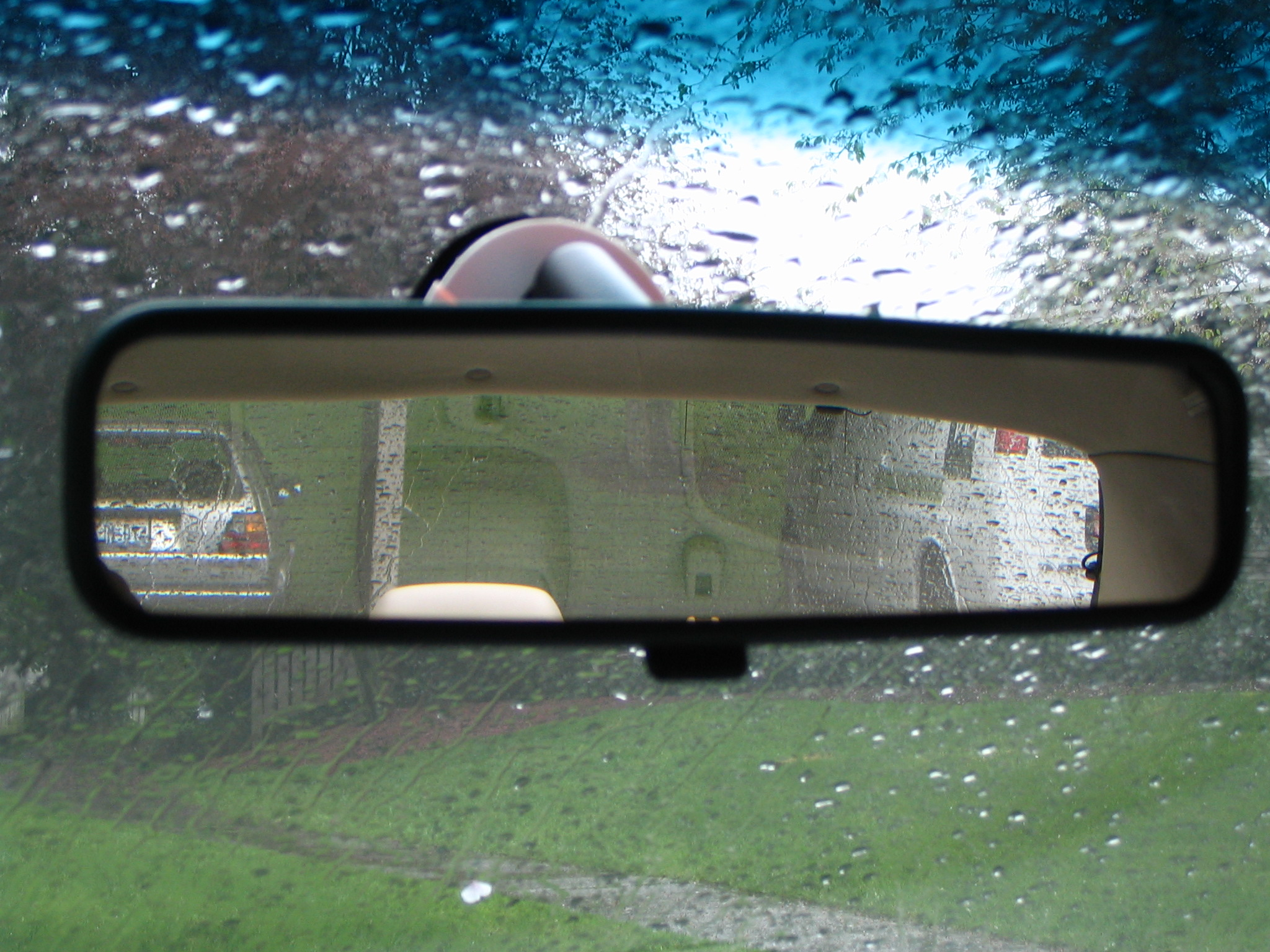
Binnenspiegel

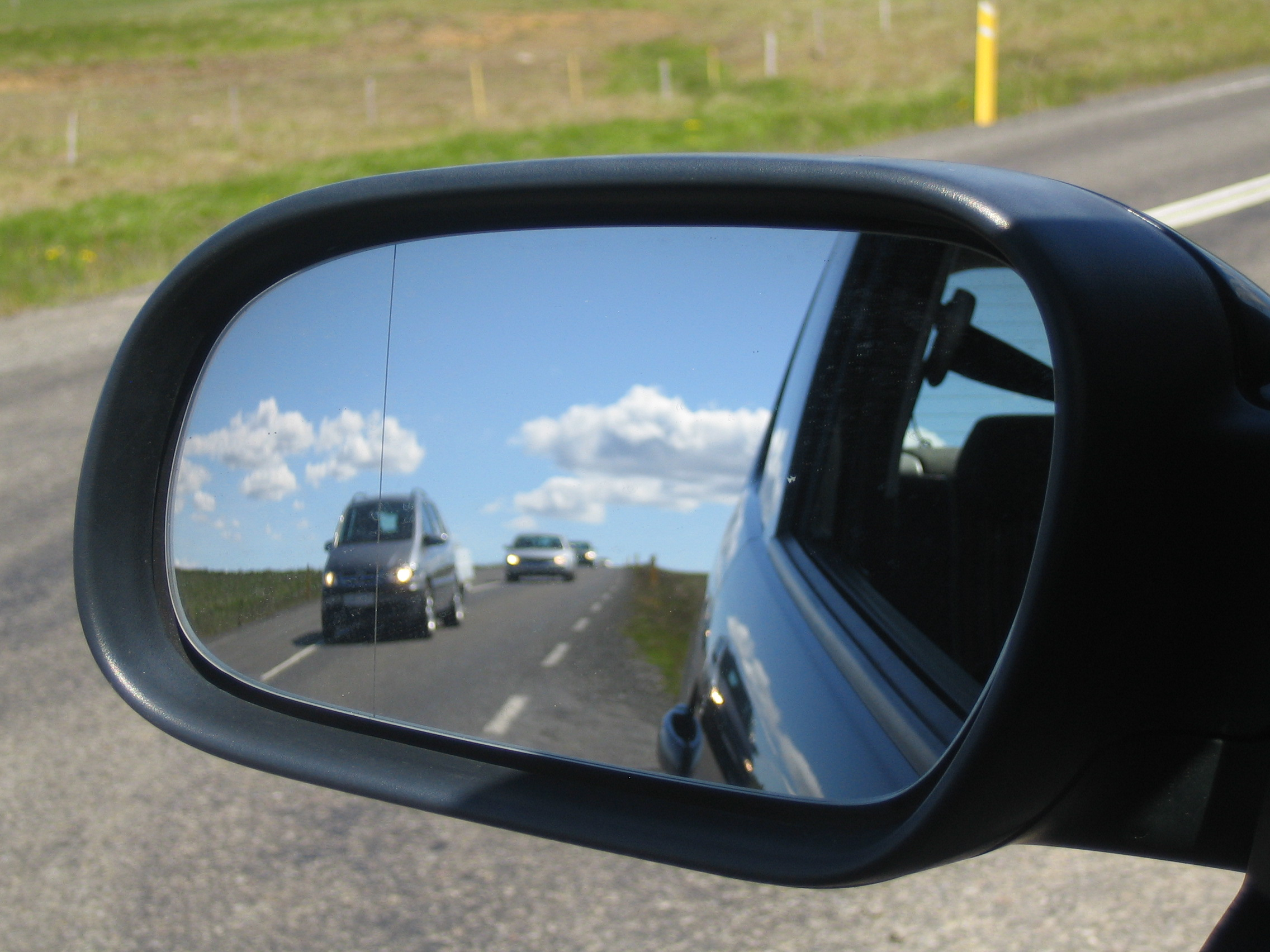
Buitenspiegel

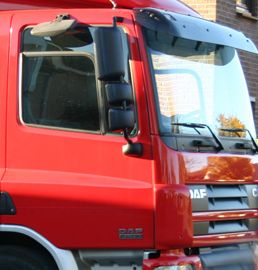
Zijspiegels van een vrachtauto

Een achteruitkijkspiegel is een spiegel waarmee het gebied achter het voertuig, bijvoorbeeld de auto of fiets, bekeken kan worden, zonder het overzicht van wat er aan de voorzijde gebeurt te verliezen. In alle Europese landen zijn achteruitkijkspiegels in de auto bij wet verplicht.

## Binnenspiegel
Een binnenspiegel is meestal bevestigd aan de voorruit, maar kan ook aan het dak bevestigd zijn. Er bestaan ook afneembare binnenspiegels voor mensen die niet groot genoeg of te groot zijn voor de basismodellen. In nieuwe automodellen zijn tegenwoordig vaak slimme achteruitkijkspiegels geïnstalleerd, die ervoor zorgen dat bestuurders niet verblind worden door de koplampen of mistlichten van een voertuig dat achter hen rijdt.

## Buitenspiegel
De meeste auto's zijn tevens uitgerust met buitenspiegels (ook wel zijspiegels genoemd). Buitenspiegels zijn functioneel wanneer het zicht door de binnenspiegel wordt belemmerd en om de situatie langs de flanken van de auto te kunnen beoordelen (bijvoorbeeld bij het parkeren, achteruitrijden of wisselen van rijstrook). Auto's zonder achterruit, zoals vracht- en sommige bestelauto's, hebben vaak alleen maar buitenspiegels.
Extra technische hoogstandjes die in de spiegel aangebracht kunnen zijn, zijn verwarmingsstroken en dodehoekvervorming. Soms zijn in de behuizing van de buitenspiegels extra richtingaanwijzers aangebracht.
Een buitenspiegel aan de linkerzijde van een auto is in Nederland verplicht. Die aan de rechterzijde niet, behalve bij het ontbreken van de mogelijkheid van een binnenspiegel gebruik te maken, bijvoorbeeld als de wagen een caravan trekt. Sinds 25 januari 2010 is de rechterbuitenspiegel verplicht voor nieuwe personenauto's. In België zijn spiegels aan beide kanten verplicht.
Voor buitenspiegels is het woord 'achteruitkijkspiegel' minder gebruikelijk.

### Afstellen
Om de buitenspiegels van vrachtwagens af te stellen, kunnen chauffeurs gebruik maken van vrij toegankelijke spiegelafstelplaatsen.